# 孔山
孔山，又称羊山、阳山，是南京市江宁区的低山，因形似北地雁门，古称雁门山。长7千米，宽1.5千米，主峰海拔341.9千米。西南角有阳山碑材。